# Propaganda (album de Sparks)
Pour les articles homonymes, voir Propaganda.
Albums de Sparks
Kimono My House
(1972) Indiscreet
(1975)
Singles
1. Never Turn Your Back on Mother Earth (en)
Sortie : octobre 1974
2. Something for the Girl with Everything
Sortie : janvier 1975

Propaganda est le quatrième album du groupe américain de rock Sparks. Il est sorti en 1974 sur le label Island Records.
Comme son prédécesseur Kimono My House, il est produit par Muff Winwood. Les singles Never Turn Your Back on Mother Earth (en) et Something for the Girl with Everything se classent dans le Top 20 des ventes au Royaume-Uni.

## Fiche technique

### Chansons
Toutes les chansons sont écrites et composées par Ron Mael, sauf mention contraire.
| 1. | Propaganda                    |                        | 0:23 |
| 2. | At Home, at Work, at Play     |                        | 3:06 |
| 3. | Reinforcements                | Russell Mael, Ron Mael | 3:55 |
| 4. | B.C.                          |                        | 2:13 |
| 5. | Thanks but No Thanks          | Russell Mael, Ron Mael | 4:14 |
| 6. | Don't Leave Me Alone with Her |                        | 3:02 |

| 7.  | Never Turn Your Back on Mother Earth (en) |                        | 2:28 |
| 8.  | Something for the Girl with Everything    |                        | 2:17 |
| 9.  | Achoo                                     |                        | 3:34 |
| 10. | Who Don't Like Kids                       |                        | 3:37 |
| 11. | Bon Voyage                                | Russell Mael, Ron Mael | 4:52 |

### Musiciens

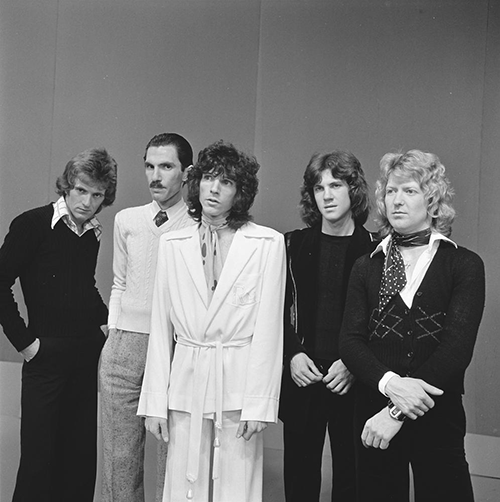
Sparks en 1974.

- Russell Mael : chant
- Ron Mael : claviers
- Adrian Fisher (en), Trevor White : guitare
- Ian Hampton : basse
- Dinky Diamond (en) : batterie

### Équipe de production
- Muff Winwood : producteur
- Richard Digby-Smith, Robin Black, Bill Price : ingénieurs du son
- Monty Coles : pochette, photographie

### Classements et certifications
| Pays (classement)             | Meilleure position |
| ----------------------------- | ------------------ |
| Allemagne (Media Control AG)  | 49                 |
| États-Unis (Billboard 200)    | 63                 |
| Norvège (VG-lista)            | 16                 |
| Royaume-Uni (UK Albums Chart) | 9                  |
| Suède (Sverigetopplistan)     | 50                 |

| Pays              | Certification | Date             | Ventes certifiées |
| ----------------- | ------------- | ---------------- | ----------------- |
| Royaume-Uni (BPI) | Argent        | 1er janvier 1975 | 50 000            |